# Надводный корабль

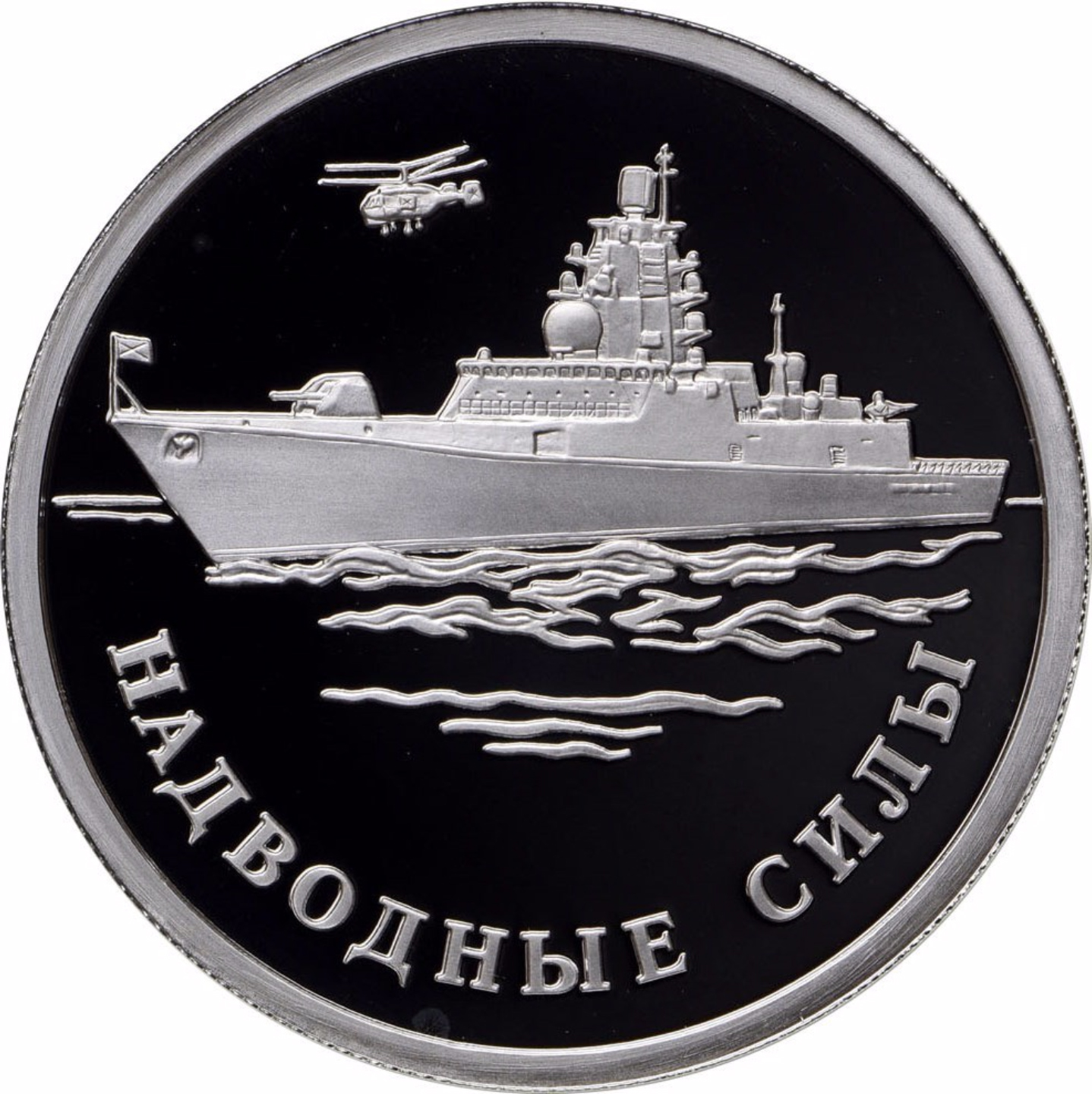
Надводные силы
Памятная монета Банка России

Надво́дный кора́бль — обобщающее название для многих классов военных кораблей, имеющих собственное оружие и ведущих боевые действия на поверхности воды. Данный термин используется для обозначения любого современного типа судов, которые не являются подводными лодками. Сам термин появился в начале XX века в связи с созданием подводных лодок. К надводным кораблям, таким образом, относится множество типов кораблей от катеров до авианосцев. К надводным кораблям относят: крейсеры, эсминцы, фрегаты, корветы, а также устаревшие линкоры и линейные крейсеры. Задачами надводных кораблей являются поражение космических, воздушных, надводных и подводных целей, установленным на нём оружием. Единой международной классификации надводных кораблей не существует.

## Надводные корабли вВМФ США
В США существуют 2 разновидности надводных кораблей по спектру выполняемых задач:
- Флот открытого моря или океанский флот, предназначенный для достижения господства в мировом океане[2]. Он, в свою очередь, делится на тактические группы кораблей с авианосцами и тактические группы кораблей без авианосцев.
- Патрульные корабли, предназначенные для защиты судоходства. В эту группу надводных кораблей входят традиционные конвои, корабли материально-технического обеспечения и корабли для десантных операций.